# Lada (okręg Teleorman)
Lada – wieś w Rumunii, w okręgu Teleorman, w gminie Tătărăștii de Jos. W 2011 roku liczyła 343 mieszkańców.